# Pfarrkirche Arzberg

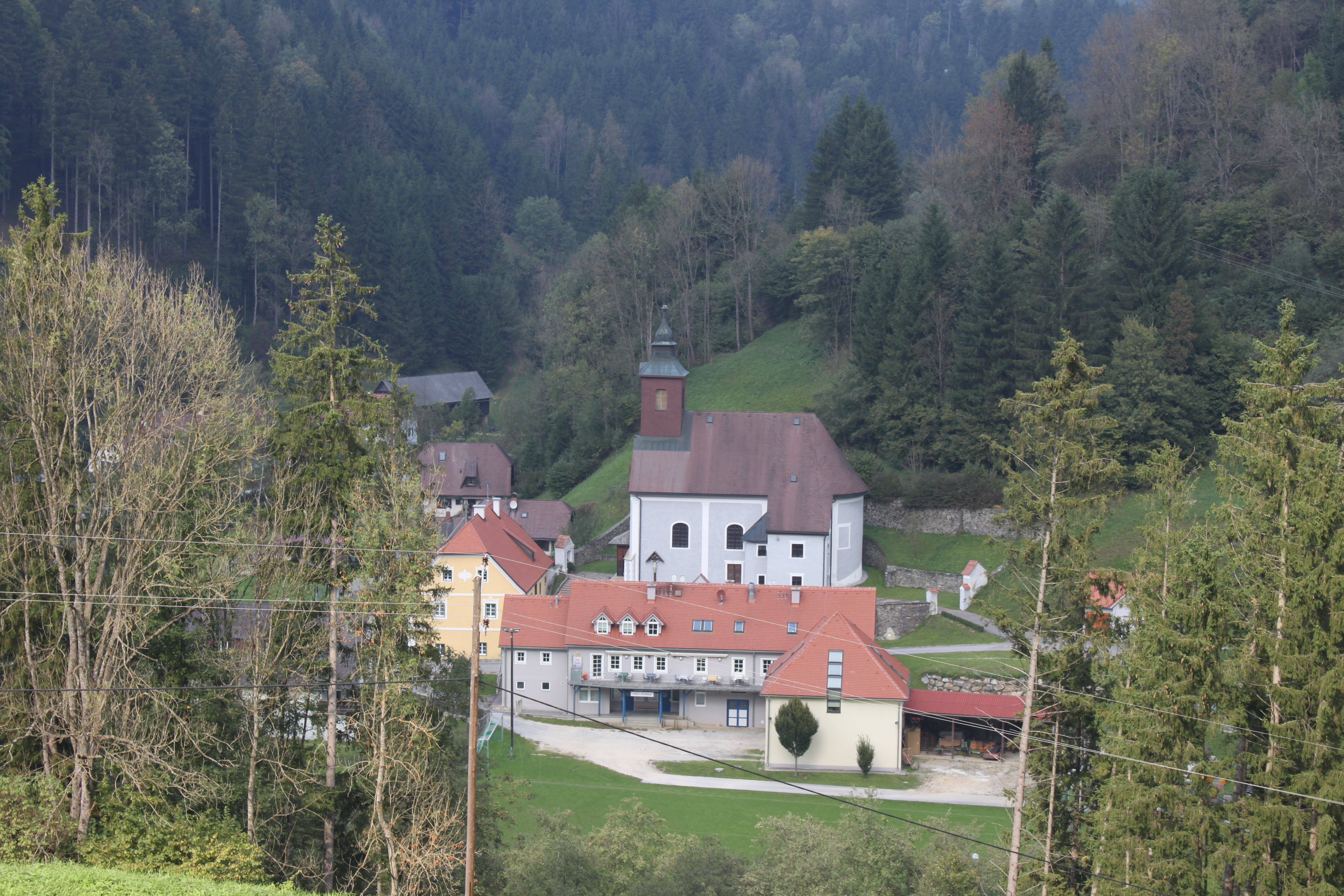
Katholische Pfarrkirche hl. Jakobus der Ältere in Arzberg

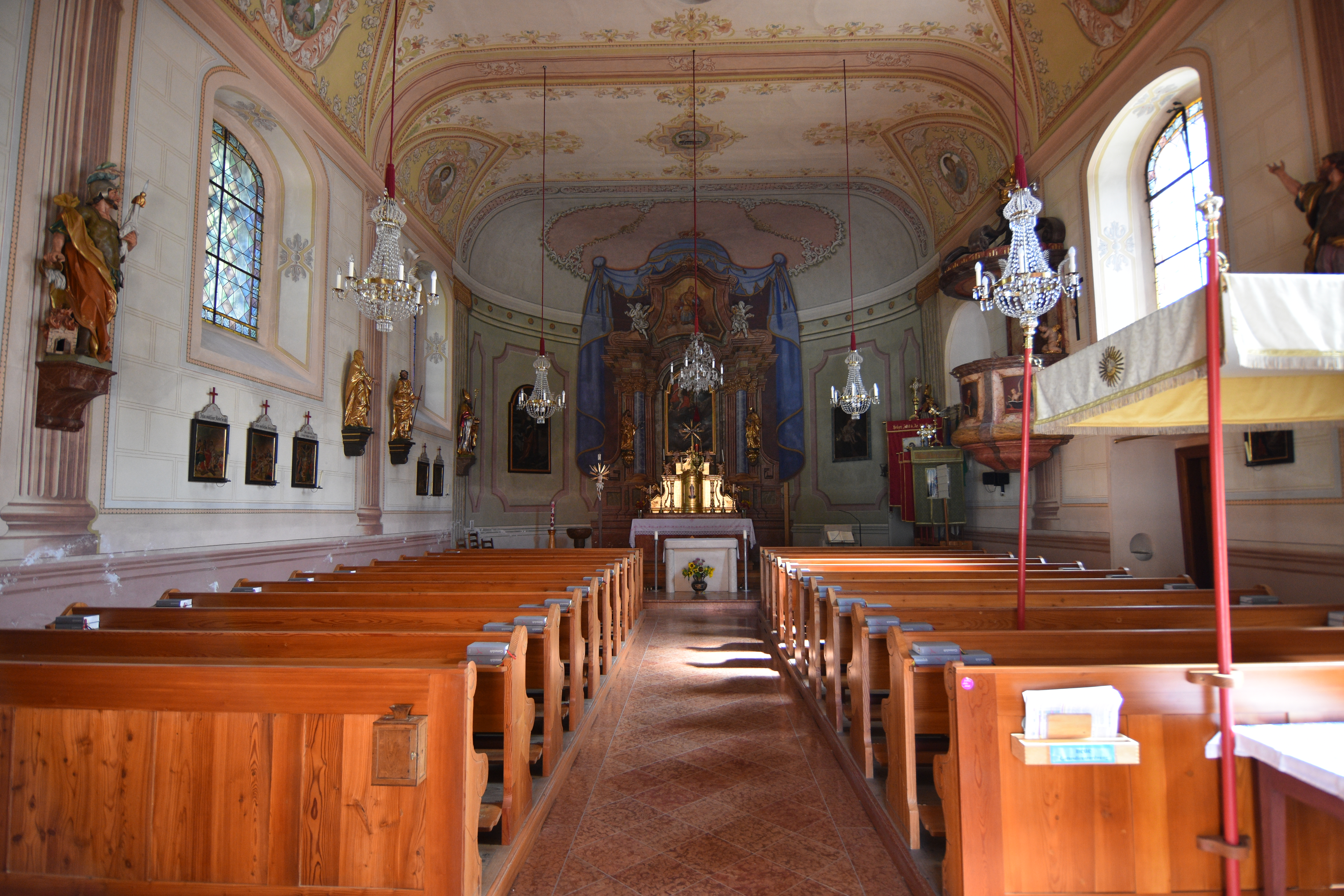
Langhaus, Blick zum Chor

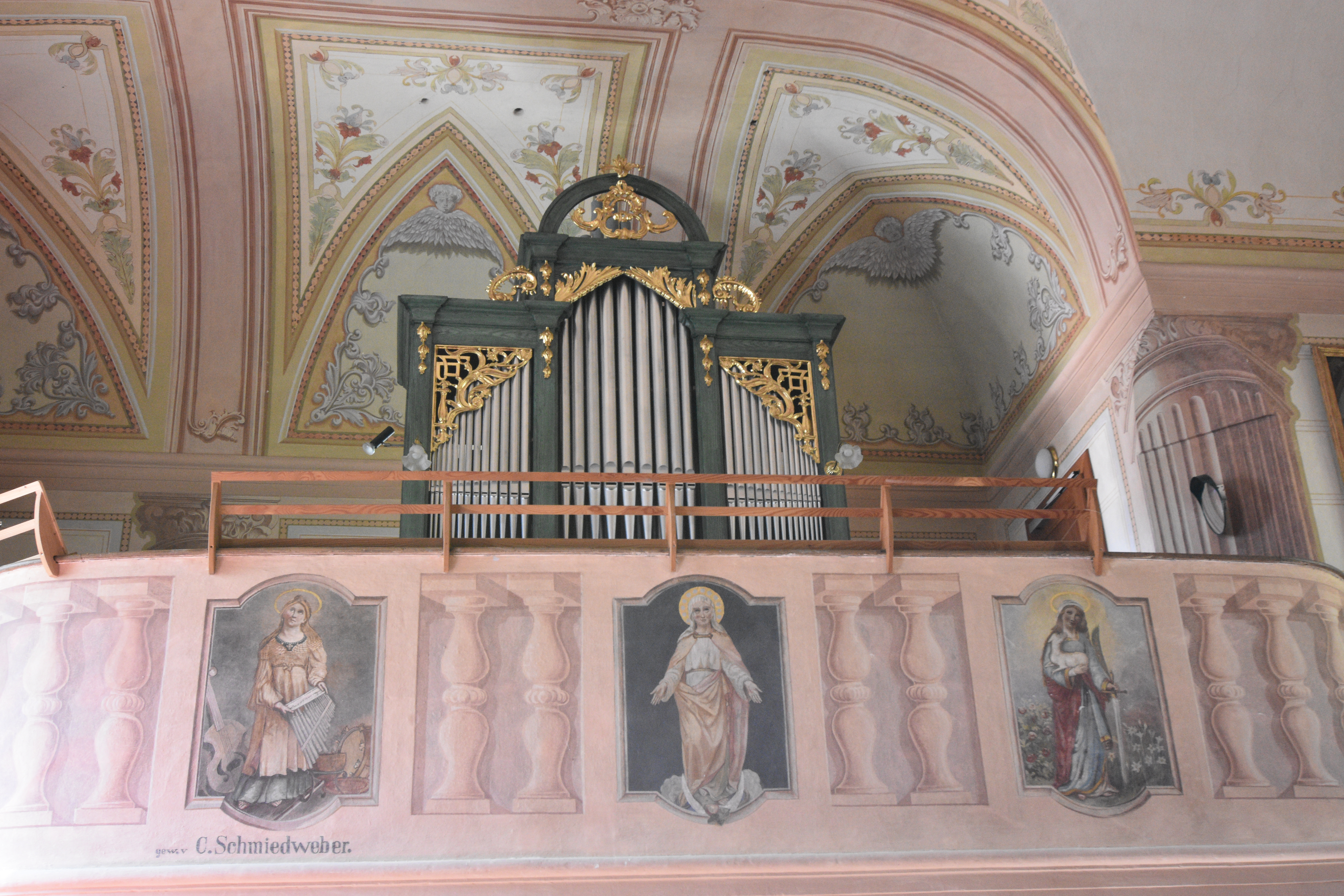
Langhaus, Blick zur Orgel

Die römisch-katholische Pfarrkirche Arzberg steht in der Ortschaft Arzberg der Marktgemeinde Passail im Bezirk Weiz in der Steiermark. Die dem Patrozinium des Heiligen Jakobus der Älteren unterstellte Pfarrkirche gehört zur Region Oststeiermark (Dekanat Weiz) in der Diözese Graz-Seckau. Die Kirche und die Ummauerung mit Initienkapellen stehen unter Denkmalschutz (Listeneintrag).

## Geschichte
Urkundlich wurde 1242 eine Kirche genannt. Die Pfarre wurde um 1555 gegründet. Wegen Baufälligkeit wurde die Kirche auf Anordnung von Kaiser Joseph II. abgerissen. Der Neubau wurde von 1786 bis 1789 nach den Plänen des Architekten Matthias Reichel errichtet. Im Jahr 1953 erfolgte eine Renovierung.

## Architektur
Die Kirche umfasst eine alte Friedhofsmauer mit Initienkapellen.
Über der schmucklosen Westfront befindet sich ein Dachreiter. Auf den einfachen Saalraum mit einem Spiegelgewölbe folgt ein halbrunder Chor. Südlich am Chor steht ein Sakristeianbau mit einer Empore. Der kleine Orgelchor ist vorschwingend. Der Freskenschmuck des Gewölbes zeigt Heilige in Rund- und Vierpassrahmungen und die gemalte neobarocke Architektur des Hochaltares aus 1906.

## Einrichtung
Der Hochaltar mit einem Tabernakel zeigt das Bild hl. Jakobus der Ältere aus der zweiten Hälfte des 18. Jahrhunderts.
Die Kanzel entstand um 1720. Es gibt Figuren der Heiligen Valentin und Nikolaus von Philipp Jakob Straub. Der Taufsteinaufsatz und ein kleines Chorgestühl entstand um 1770/1780. Die Kreuzwegbilder entstanden im Ende des 18. Jahrhunderts.
Die Orgel entstand 1919.